# Kościół Wniebowzięcia Najświętszej Maryi Panny w Poznaniu
Kościół Wniebowzięcia Najświętszej Maryi Panny w Poznaniu – rzymskokatolicki kościół w Poznaniu, znajdujący się przy ulicy Włodzimierza Majakowskiego 324 w Kobylempolu. Stanowi świątynię parafialną dla parafii Wniebowzięcia Najświętszej Maryi Panny.

## Historia budowy
Do 1950 roku Kobylepole stanowiło wieś, a jego mieszkańcy przynależeli do parafii pw. św. Andrzeja Apostoła w Spławiu, oddalonym o ok. 5 km. Po II wojnie światowej mieszkańcy podjęli inicjatywę powołania osobnej parafii. Wówczas w budynkach stacji kolejowej Poznań-Franowo powstała tymczasowa kaplica. Na skutek interwencji władz komunistycznych kaplicę zlikwidowano. Kolejnym miejscem odprawiania nabożeństw był barak - dawna łaźnia dla więźniów z czasów wojennych, położona przy ul. Stalowej. W 1956 roku abp Antoni Baraniak rozpoczął starania o zezwolenie na erygowanie parafii i budowę właściwego kościoła. 1 stycznia 1958 roku powstała parafia pw. Wniebowzięcia NMP, a pierwszym proboszczem został ks. Stanisław Kałek. Jednakże ówczesna polityka władz w stosunku do Kościoła spowodowała, że zgodę na rozpoczęcie prac budowlanych wydano dopiero w maju 1972 roku. Było to pierwsze po zakończeniu II wojny światowej zezwolenie na budowę kościoła wydane przez miejskie władze Poznania. W tym samym roku natychmiast podjęto prace budowlane. Trwały one zaledwie 16 miesięcy. Pierwsza Msza święta w murach kościoła została odprawiona w wakacje 1974 roku. Ukończona świątynia została poświęcona podczas uroczystości dnia 29 września 1984, którym przewodniczył abp Jerzy Stroba. 

## Architektura
Bryła kościoła prosta w swej formie została zaprojektowana w stylu modernistycznym, odbiegającym od tradycyjnej architektury sakralnej. Autorem projektu jest Henryk Marcinkowski. W znacznej mierze jako materiał budowlany wykorzystano kamienie polne ze spalonej stodoły parafialnej w Strzelcach Wielkich koło Gostynia. Wnętrze kościoła podzielono na nawę główną z prezbiterium, oddzielną kaplicę tygodniową, kaplicę dla matek z dziećmi, bibliotekę oraz przedsionek. Ponad kaplicami oraz biblioteką zaprojektowano chór. W ścianie prezbiterium umieszczono grupę rzeźb z drewna przedstawiającą wzięcie do nieba Matki Bożej.
Rzut obiektu zbliżony jest do prostokąta. Wejście główne na ścianie południowej. Ściana zachodnia jest ustawiona nieco skośnie. Długość świątyni obliczonej na 2000 wiernych, wynosi 27 metrów, a szerokość – 24 metry. Powierzchnia całkowita ma 720 m².
Przy kościele stoi grota maryjna oraz wmurowana została tablica pamiątkowa ku czci księdza prałata Stanisława Kałka, pierwszego proboszcza (1958-1992). Tablicę wmurował ksiądz proboszcz Dominik Kużaj wraz z parafianami w 2004, w 30. rocznicę powstania kościoła i 20. rocznicę jego konsekracji.